# Paul-H-J Lebrun
Paul-Henri-Joseph Lebrun  (Gant (Flandes Oriental), 22 d'abril, 1863 - Lovaina (Brabant Flamenc), 4 de novembre, 1920), va ser un compositor, pedagog musical, director d'orquestra i violoncel·lista belga. Per a determinades obres va utilitzar el pseudònim: P. Nurbel.
Lebrun anava a estudiar enginyeria a la universitat, però va optar per estudiar al Conservatori Reial de Gant. Allà va estudiar amb Eduard De Vos (solfeig), Jean-Baptiste Rappé (violoncel), Adolphe Samuel (fuga), Benoît-Jean Lagye (música de cambra i contrapunt). També va estudiar harmonia amb Karel Miry. Va ser instructor d'un curs preparatori de solfeig al conservatori i després de la mort de Karel Miry el 1889 va esdevenir professor d'harmonia, que el 1910 es va canviar per harmonia i contrapunt. Va romandre professor al Conservatori Reial de Gant fins a la seva mort. A més, a partir de 1913 va ser director del Conservatori Municipal de Música de Lovaina. Allà va ensenyar les assignatures d'harmonia així com el contrapunt i la fuga.
Va ser membre del quartet Association des Artistes-musiciens. A més de la seva tasca com a músic, també va ser actiu com a director. De 1886 a 1896 va ser director de la "Société royale de Chœurs", de 1890 a 1906 de la "Union Orphéonique" de Cambrai, França, i el 1895 va ser director del "Cercle Artistique et Littéraire" de Gant com a successor d'Edouard Nevejans.
Lebrun va escriure obres per a orquestra, música de cambra, música vocal (cantates, obres corals i cançons) i una òpera. El 1885 el seu Quartet de corda en re menor, op. 5 de l'"Académie royale des sciences, des lettres et des beaux-arts de Belgique" i el 1891 la seva Simfonia en mi menor també figurava a la llista d'honors d'aquesta institució. Va participar tres vegades al concurs Prix de Rome. El 1887 va compartir un segon premi amb Edmond Lapon per les seves Suppliantes. L'any 1889 la seva contribució va ser la cantata Moïse au Sinaï, per la qual va tornar a ser guardonat amb un accèssit, que aquesta vegada va haver de compartir amb Lodewijk Mortelmans. En el tercer intent l'any 1891 va guanyar el primer premi amb la seva cantata Andròmède, op. 11. La beca associada a aquest premi li va permetre continuar els seus estudis a l'estranger. Va viatjar per Itàlia, Àustria, França i Alemanya.

## Composicions

### Obres per a orquestra
- 1891 Symfonie in e mineur
- 1911 Sur la Montagne, symfonisch gedicht

### Obres per a orquestra d'harmonia
- 1905 Marche jubilaire, per a l'orquestra d'harmonia

### Teatre musical

#### Òpera
| Voltooid in | títol                       | actes       | estrena                                  | llibret                                                      |
| ----------- | --------------------------- | ----------- | ---------------------------------------- | ------------------------------------------------------------ |
| 1895-1896   | La fiancée d'Abydos, op. 17 | 2 bedrijven | 30 de desembre 1896, Gant, Grand-Théâtre | Armand Piters basat en George Gordon Byron "Bride of Abydos" |

### Música vocal

#### Cantates
- 1887 Les Suppliantes, cantata
- 1889 Moïse au Sinaï, cantata
- 1891 Andromède, cantata per a solistes, cor mixt i orquestra, op. 11 - tekst: J. Sauvenière

#### Obres per a cor
- 1894 Immortelle nature
- 1894 Venise, impressions d'Italie
- 1902 Pervigilium veneris (Song to Spring), per a cor mixt
- 1908 De Nacht, per a cor mixt
- 1916 Wereld vree, marxa per a cor masculins de dues o quatre parts
- 1919 Ons België vrij, poema líric per a coral masculina i cor mixt, op. 43

#### Lieder
- 1888 À toi !, idil·li per a veu i piano - text: Charles Fuster
- 1888 Lentelust, per a veu i piano - text: Gentil Theodoor Antheunis
- 1891 Beminnen, per a veu i piano - text: S. Rippe
- 1894 Zonnevonken, per a veu i piano - text: Isidor Albert
- 1903 Er woont een vogel in mijn hart, per a veu i piano - text: Gentil Theodoor Antheunis
- 1905 Lied, per a veu i piano - text: Hélène Swarth
- 1907 Klein moederken, per a veu i piano, op. 33 - text: René De Clercq
- 1910 De mulder, per a veu i piano - text: René De Clercq
- 1916 Apaisement, per a veu i piano - text: L. Goemans

### Música de cambra
- 1885 Strijkkwartet in d, op. 5

### Música de piano
- 1888 Sérénade !